# Валверди, Изис
И́зис На́бле Валве́рди (порт. Ísis Nable Valverde, род. 17 февраля 1987) — бразильская актриса, ставшая известной благодаря роли Камилы в сериале «Дороги Индии» и роли Суэлен в «Проспекте Бразилии».

## Биография
Родилась 17 февраля 1987 года в семье матери-адвоката и отца-биохимика.
Несмотря на запрет родителей становиться моделью, Изис в 15 лет переехала в Белу-Оризонти, где изучала журналистику. В 17 лет девушку пригласили работать моделью в Стамбул и Токио, однако родители запретили. Через год Изис переехала в Сан-Паулу, а затем в Рио-де-Жанейро, где продолжила свою модельную карьеру.
На телеэкранах дебютировала в 2006 году в новелле «Сеньорита». Сериал «Дороги Индии» стал одним из самых успешных в карьере Изис, где она сыграла бразильянку Камилу. По сюжету девушка влюбляется в индийца, затем выходит за него замуж и переезжает в Индию. Не менее успешным для Изис стал проект «Проспект Бразилии», где Изис играет роль Суэлен.

## Фильмография
- Сила желания (сериал, 2017) — Рита
- Буги вуги (сериал, 2014) — Сандра
- Украденная любовь (мини-сериал, 2014) — Антония
- Западный Кабокло (2013) — Мария Лусия
- Песня сирены (сериал, 2013) — Сэрийя
- Проспект Бразилии (сериал, 2012) — Суэлен
- Бразильянки (сериал, 2012) — Катарина
- Ты, ты, ты — Марсела ди Андради
- Дороги Индии (сериал, 2009) — Камила Мотто Гулар
- Совершенная красота (сериал, 2008) — Ракел
- Тропический рай (сериал, 2007) — Телма
- Сеньорита (сериал, 2006) — Ана ду Веу